# Élections constituantes de 1946 dans la Haute-Marne
Les élections constituantes françaises de 1946 se tiennent le 2 juin. Ce sont les deuxièmes élections constituantes, après le rejet du projet de Constitution française du 19 avril 1946 lors du référendum du 5 mai.

## Mode de scrutin
L'assemblée constituante est composée de 586 sièges pourvus au scrutin proportionnel plurinominal suivant la règle de la plus forte moyenne dans chaque département, sans panachage ni vote préférentiel.
Dans le département de la Haute-Marne, trois députés sont à élire.

## Élus
| Député sortant | Parti | Parti | Député élu ou réélu | Parti | Parti   |
| -------------- | ----- | ----- | ------------------- | ----- | ------- |
| Marius Cartier |       | PCF   | Marius Cartier      |       | PCF     |
| Raoul Laurent  |       | SFIO  | Jean Masson         |       | Rad-soc |
| Georges Maire  |       | MRP   | Marc Scherer        |       | MRP     |

## Résultats

### Résultats à l'échelle du département
| Parti    | Parti                                          | Tête de liste  | Résultats | Résultats | Sièges |  |
| Parti    | Parti                                          | Tête de liste  | Voix      | %         | Sièges |  |
| -------- | ---------------------------------------------- | -------------- | --------- | --------- | ------ |  |
|          | Rassemblement des gauches républicaines        | Jean Masson    | 23 780    | 26,45     | 1 1    |  |
|          | Mouvement républicain populaire                | Marc Scherer   | 21 809    | 24,26     | 1      |  |
|          | Parti communiste français                      | Marius Cartier | 18 344    | 20,40     | 1      |  |
|          | Parti républicain de la liberté                | Max Brusset    | 14 269    | 15,87     | -      |  |
|          | Section française de l'Internationale ouvrière | Raoul Laurent  | 11 707    | 13,02     | - 1    |  |
|          |                                                |                |           |           |        |  |
| Inscrits | Inscrits                                       | Inscrits       | 112 528   | 100,00    | 3      |  |
| Votants  | Votants                                        | Votants        | 91 775    | 81,52     |        |  |
| Exprimés | Exprimés                                       | Exprimés       | 89 909    | 97,97     |        |  |